# بتروسينو
بتروسينو (بالإيطالية: Petrosino)‏ هي بلدية في مقاطعة تراباني في صقلية الإيطالية.

## السكان
في سنة 1861 بلغ عدد السكان 2٬558 نسمة، وتطور العدد ليصل في سنة 2011 لـ 7٬760 نسمة.
يظهر هذا المخطط البياني تطور النمو السكاني لـ بتروسينو